# Arsène Menessou
Arsène Menessou Gbougnon (Abidjan, 15 dicembre 1987) è un calciatore ivoriano naturalizzato beninese, difensore del Kopstal 33.

## Carriera

### Club
Ha giocato nella prima divisione lussemburghese.

### Nazionale
Nel 2011 ha esordito in nazionale.

## Statistiche

### Cronologia presenze e reti in nazionale
| Cronologia completa delle presenze e delle reti in nazionale ― Benin | Cronologia completa delle presenze e delle reti in nazionale ― Benin | Cronologia completa delle presenze e delle reti in nazionale ― Benin | Cronologia completa delle presenze e delle reti in nazionale ― Benin | Cronologia completa delle presenze e delle reti in nazionale ― Benin | Cronologia completa delle presenze e delle reti in nazionale ― Benin | Cronologia completa delle presenze e delle reti in nazionale ― Benin | Cronologia completa delle presenze e delle reti in nazionale ― Benin |
| Data                                                                 | Città                                                                | In casa                                                              | Risultato                                                            | Ospiti                                                               | Competizione                                                         | Reti                                                                 | Note                                                                 |
| -------------------------------------------------------------------- | -------------------------------------------------------------------- | -------------------------------------------------------------------- | -------------------------------------------------------------------- | -------------------------------------------------------------------- | -------------------------------------------------------------------- | -------------------------------------------------------------------- | -------------------------------------------------------------------- |
| 5-6-2011                                                             | Cotonou                                                              | Benin                                                                | 2 – 6                                                                | Costa d'Avorio                                                       | Qual. Coppa d'Africa 2012                                            | -                                                                    | 73’                                                                  |
| 4-9-2011                                                             | Bujumbura                                                            | Burundi                                                              | 1 – 1                                                                | Benin                                                                | Qual. Coppa d'Africa 2012                                            | -                                                                    |                                                                      |
| 9-10-2011                                                            | Cotonou                                                              | Benin                                                                | 0 – 1                                                                | Ruanda                                                               | Qual. Coppa d'Africa 2012                                            | -                                                                    |                                                                      |
| 29-2-2012                                                            | Addis Abeba                                                          | Etiopia                                                              | 0 – 0                                                                | Benin                                                                | Qual. Coppa d'Africa 2013                                            | -                                                                    |                                                                      |
| 26-5-2012                                                            | Ouagadougou                                                          | Burkina Faso                                                         | 2 – 2                                                                | Benin                                                                | Amichevole                                                           | -                                                                    | 56’                                                                  |
| 3-6-2012                                                             | Cotonou                                                              | Benin                                                                | 1 – 0                                                                | Mali                                                                 | Qual. Mondiali 2014                                                  | -                                                                    | 7’ 78’                                                               |
| 10-6-2012                                                            | Kigali                                                               | Ruanda                                                               | 1 – 1                                                                | Benin                                                                | Qual. Mondiali 2014                                                  | -                                                                    |                                                                      |
| 17-6-2012                                                            | Cotonou                                                              | Benin                                                                | 1 – 1                                                                | Etiopia                                                              | Qual. Coppa d'Africa 2013                                            | -                                                                    |                                                                      |
| 26-3-2013                                                            | Blida                                                                | Algeria                                                              | 3 – 1                                                                | Benin                                                                | Qual. Mondiali 2014                                                  | -                                                                    |                                                                      |
| Totale                                                               |                                                                      | Presenze                                                             | 9                                                                    |                                                                      | Reti                                                                 | 0                                                                    |                                                                      |